# Bang Khun Thian
Bang Khun Thian é um dos 50 distritos de Banguecoque, na Tailândia, situado à oeste do Rio Chao Phraya. Conta com uma população de 150 492 habitantes (2009).